# سسک تاج‌آتشی مادیرا
سسک تاج‌اتشی مادیرا (نام علمی: Regulus madeirensis) نام یک گونه از سرده سسک‌های تاجی است.